# 清凌高等学校
清凌高等学校（せいりょうこうとうがっこう）は、岐阜県大垣市にある私立高等学校。

## 概要
- 学校法人平野学園が運営する通信制（単位制）の高等学校である。
- 高等学校の特徴と専門学校の特徴の両方を持つ。設置学科は普通科であるが、ヴィジョンネクスト情報デザイン専門学校高等課程に該当する4つの専門コース（生活デザインコース、福祉保育コース、国際ビジネスコース、グローバル教養コース）が用意されている。
- 卒業時には「清凌高等学校普通科卒業」と「ヴィジョンネクスト情報デザイン専門学校高等課程卒業」の2種類の卒業証書が与えられる。

## 沿革
平野学園の前身となったのは1944年（昭和19年）に大垣市俵町に開設された和洋裁教授寿塾である。ここでは清凌高等学校に関連する事項のみ記載する。平野学園の沿革はヴィジョンネクスト情報デザイン専門学校#歴史を参照。

### 年表
- 1984年（昭和59年） - 学校法人平野学園大垣文化服装専門学校が、大阪府茨木市に拠点を置く広域通信制の向陽台高等学校と技能連携する。
- 1994年（平成6年） - 大垣文化総合専門学校に改称する。
- 2014年（平成26年）12月 - 清凌高等学校の設置が認可される。
- 2015年（平成27年）4月 - 開校。

## 部活動

### 運動部
- 卓球部
- フットサル部
- ハンドボール部

### 文化部
- ワープロ部

## クラブ活動

### 運動クラブ
- 剣道
- ソフトテニス
- 卓球
- バスケットボール
- バドミントン
- バレーボール

### 文化クラブ
- コーラス
- 茶華道
- 手芸
- パソコン
- ボランティア
- ロボットプログラミング

## 交通アクセス
- JR東海道本線・樽見鉄道樽見線・養老鉄道養老線 大垣駅より徒歩で約12分。
- 名阪近鉄バス「OKBストリート郭町」バス停下車、徒歩で約3分。